# Тургеневский сквер (Владикавказ)
Тургеневский сквер — ботанический памятник природы регионального значения во Владикавказе.
Находится в ведении Министерства природных ресурсов и экологии Республики Северная Осетия-Алания.
Расположен в долине Терека. Ограничен улицами Митькина на севере, Заурбека Калоева на востоке, Генерала Плиева на юге и Гончарова на западе.
Площадь сквера — 3 га, протяжённость границ земельного участка — 708 м.
На территории сквера находится детская и спортивная площадки и со стороны улицы Генерала Плиева — Памятник жертвам политических репрессий 1920—1955-х годов «Камень слез», установленный в 2005 году.
Биология
В сквере произрастают ясень, тополь чёрный, липа сердцелистная, сосна, берёза, конский каштан, гледичия трёхколючковая, туя западная и можжевельник обыкновенный. Высота отдельных экземпляров тополя составляет 25 метров, диаметр ствола — до 110 см. Высота липы и ясеня — около 15 метров, диаметр стволов — около 50 см.
Травянистый покров бульвара представлен газонами, на которых произрастают плевело-мятликовые и мятликово-клеверовые сообщества с преобладанием плевела многолетнего, мятлика полевого и клевера ползучего. Также произрастают лапчатка ползучая, будра плющелистная, осока ежовая и подорожник большой.
В сквере встречаются:
Птицы
голубь сизый, горлица кольчатая, дятел пёстрый, сорока, грач, славка серая, славка черноголовая, горихвостка обыкновенная, дрозд чёрный, синица большая, лазоревка обыкновенная, воробей домовой и зяблик.
Земноводные
Жаба зелёная.